# Namri Songtsen
Namri Songtsen, kung av Tibet omkr. 602-619, född 570. Först härskare i Yarlungdalen lyckades Namri ena hela Tibet i ett rike, och även expandera utanför egentliga Tibet och besegra Qiangstammarna vid gränsen mot Kina. Namri räknas som Yarlunghärskare även som den 32:e tibetanske kungen i ordning. Han efterträddes av sin son Songtsen Gampo, under vilken Tibets verkliga höghetsperiod inleddes. Tibetanerna själva brukar säga att Songtsen Gampo var den förste kungen.